# Acheron (mythologie)

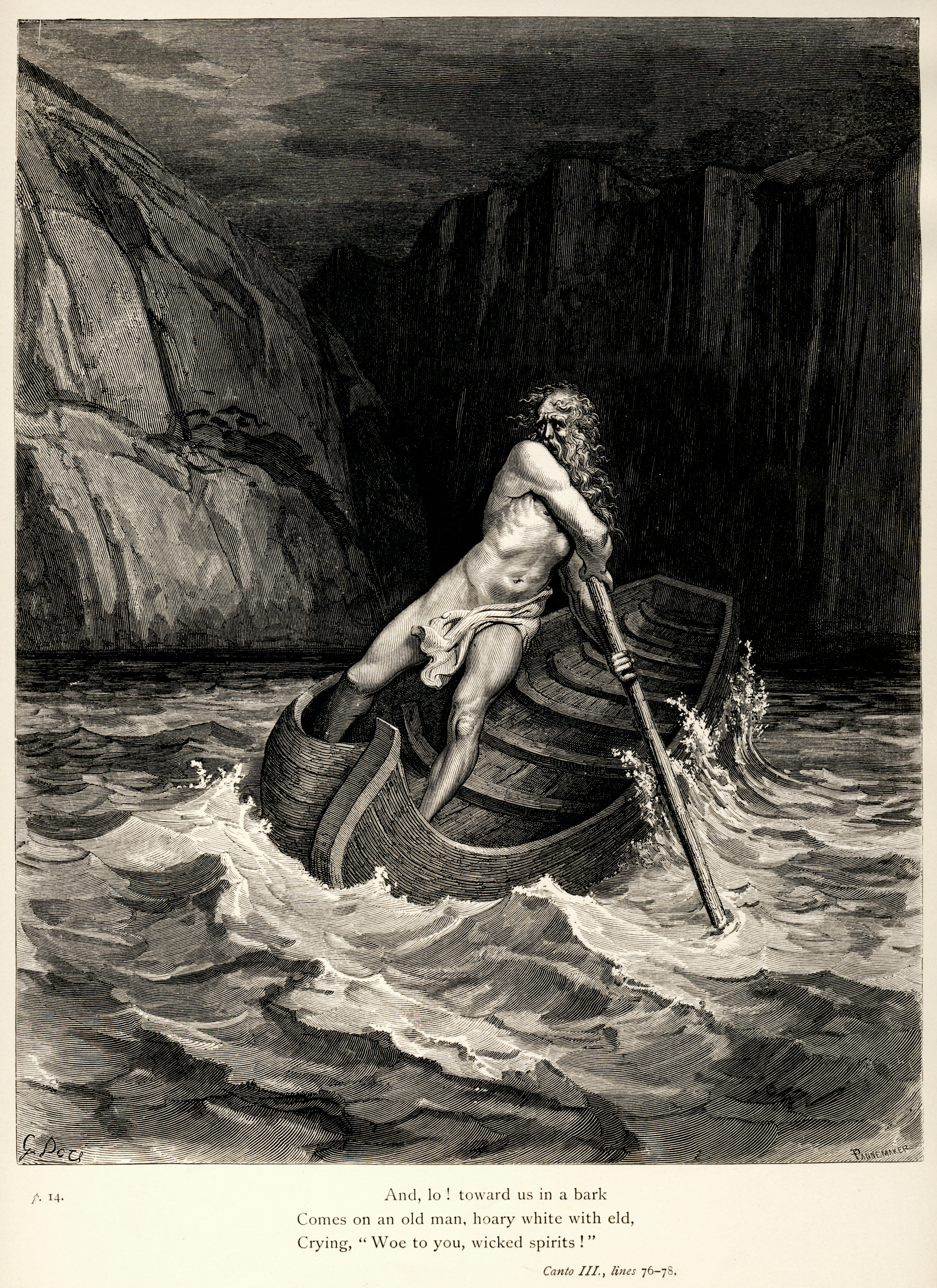
Charon vaart over Acheron

Acheron, "de rivier van het leed",  is in de Griekse mythologie een van de rivieren van Hades. De naam van de rivier is afgeleid van het Griekse woord ἄχος, dat "smart" betekent.
De rivier vormde de grens van de onderwereld zoals de Grieken die zich voorstelden. Over deze rivier moesten de schimmen van de doden gebracht worden door Charon, de veerman.
Het water van de Acheron is slijkerig, zwart, troebel en bitter, net zoals dat van de Styx.